# Cymatophoropsis sinuata
Cymatophoropsis sinuata là một loài bướm đêm trong họ Noctuidae.